# Hyperbola hesperis
Hyperbola hesperis is een vlinder uit de familie echte motten (Tineidae). De wetenschappelijke naam van deze soort is voor het eerst geldig gepubliceerd in 1967 door Gozmány.
De soort komt voor in tropisch Afrika.